# 8999 Tashadunn
8999 Tashadunn è un asteroide della fascia principale. Scoperto nel 1981, presenta un'orbita caratterizzata da un semiasse maggiore pari a 2,2227050 UA e da un'eccentricità di 0,1836762, inclinata di 1,87361° rispetto all'eclittica.